# Výběrové řízení na dopravce na rychlíkové lince Olomouc – Krnov – Ostrava
Výběrové řízení na železničního dopravce na rychlíkové dálkové železniční lince R27 Ostrava – Opava – Krnov – Olomouc (bez větve Krnov–Jeseník) bylo vyhlášeno Ministerstvem dopravy České republiky v roce 2012 jako pilotní projekt, jímž měl být zahájen patnáctiletý cyklus výběrových řízení pro většinu dálkových železničních linek objednávaných státem. Soutěž byla napadena u Úřadu pro hospodářskou soutěž. Do výběrového řízení se přihlásili pouze dva dopravci, z nichž jeden byl v únoru 2013 pro nesplnění podmínek vyřazen, takže ministerstvo muselo soutěž zrušit. 26. března 2013 ministerstvo rozhodlo, že zakázku nabídne bez výběrového řízení jedinému zájemci, který ve zrušené soutěži zbyl, společnosti RegioJet, a ta zájem potvrdila. Ministerstvo s ní však nakonec smlouvu neuzavřelo.
Varianta Ostrava – Jeseník měla být již od prosince 2011 zrušena, nakonec byla prozatím zachována. Větev Krnov – Jeseník však nebyla zařazena do výběrového řízení a provoz má být projednán s regionálními objednateli.

## Příprava výběrových řízení po roce 2009
Již v letech 2005 a 2006 proběhla výběrová řízení pro linky R16 Plzeň – Most a R14 Pardubice – Liberec, v nichž nakonec uspěly České dráhy s nabídkou výrazně nižších cen, než jaké pobírají dotace na většině ostatních dálkových linek.
Ministr dopravy Gustáv Slamečka prezentoval 3. července 2009 na tiskové konferenci záměr vypisovat každoročně výběrová řízení na ucelené provozní soubory linek v rozsahu 5 až 15 % celkového rozsahu tak, aby po 10 letech byly tímto způsobem zadány tři čtvrtiny všech dálkových vlaků, přičemž jednou ze základních podmínek má být zásadní zvýšení kvality a komfortu vozového parku. Smlouvy o závazku veřejné služby s vybranými dopravci měly být uzavírány na 10 až 15 let.
Ministerstvo dopravy zveřejnilo harmonogram soutěží provozovatelů dálkové osobní železniční dopravy s předpokladem patnáctiletých smluv až do roku 2027/2028, který podle průvodního dopisu ministra z ledna 2012 je založen zřejmě na usnesení vlády České republiky č. 423 z 8. června 2011.

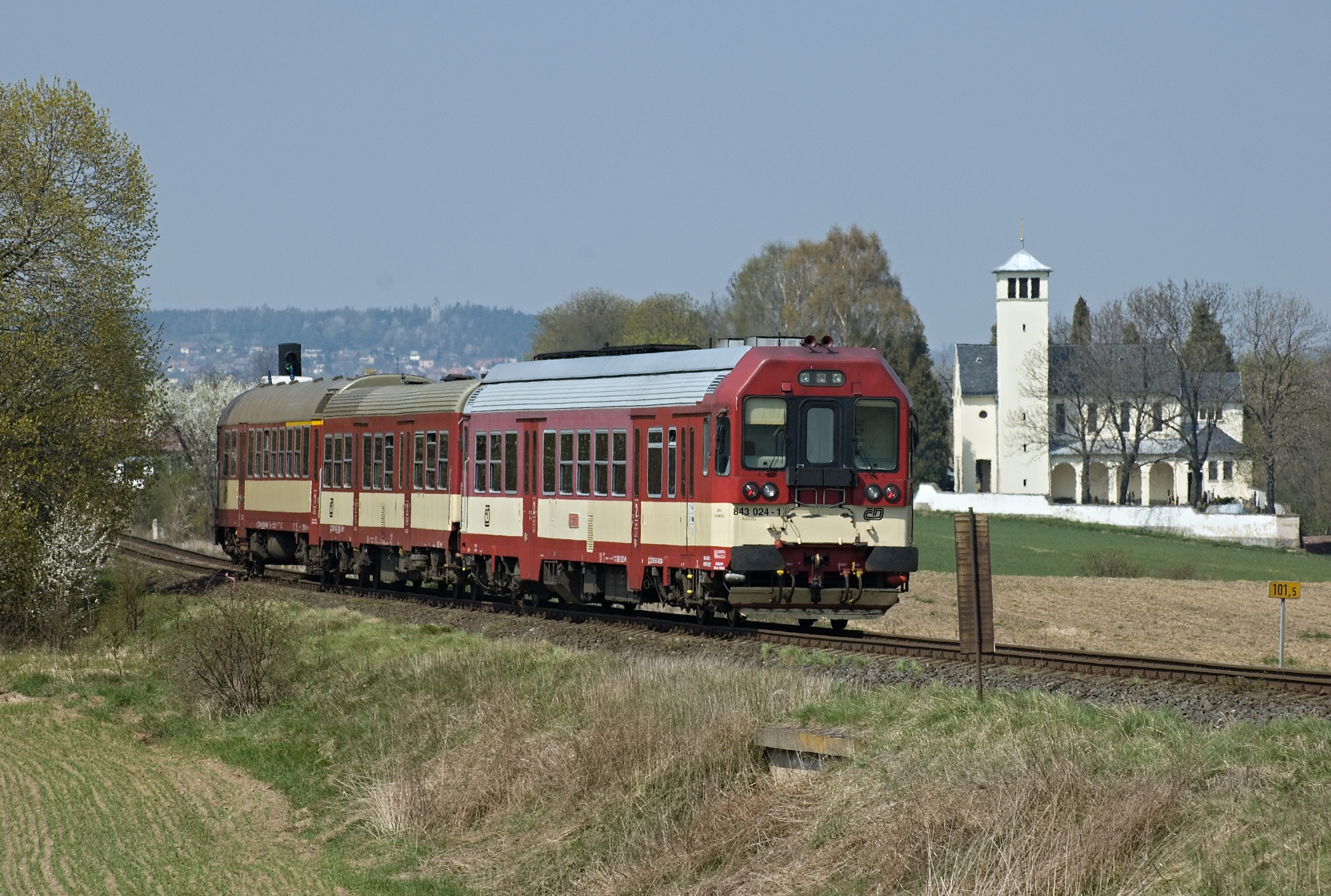
Podoba rychlíků na trase Olomouc – Krnov – Ostrava v době přípravy výběrového řízení

## Ohlášení pilotních projektů
V roce 2010 se ministerstvo dopravy rozhodlo vyhlásit výběrové řízení na dva soubory dálkových tras. Prvním souborem byly „Moravskoslezské motorové relace“, tj. trasa R27 Ostrava – Opava – Krnov – Olomouc / Jeseník, na nichž měl vybraný dopravce jezdit od jízdního řádu 2014 (t. j. od prosince 2013), s možným odkladem o jeden rok, druhým souborem byly „Severozápadní Čechy“, tj. trasy R5 Praha – Ústí nad Labem – Karlovy Vary – Cheb a R20 Praha – Roudnice nad Labem – Ústí nad Labem – Děčín, se zahájením provozu od jízdního řádu 2014 nebo 2015. Tyto dva soubory byly vybrány již na jaře 2010, ale výběrové řízení bylo odkládáno.
Dne 12. října 2010 odeslalo ministerstvo dopravy do Úředního věstníku EU předběžné oznámení podle článku 7 odst. 2 nařízení 1370/2007 o předpokládaném vypsání nabídkových řízení na linkách Ostrava – Opava – Krnov – Olomouc (Jeseník) a na linkách Praha – Ústí nad Labem – Karlovy Vary – Cheb společně s Praha – Roudnice nad Labem – Ústí nad Labem – Děčín s předpokládaným zahájením provozu od období platnosti jízdního řádu 2013/2014, popř. v případě druhého provozního souboru od období platnosti jízdního řádu 2014/2015.
Podle zprávy z února 2011 měla být veřejná soutěž na ústecké linky vyhlášena jako první, v prosinci roku 2011, s plánovaným zahájením provozu v prosinci 2013. Podle informace ministerstva z února 2012 mělo být výběrové řízení na obě ústecké linky vypsáno v průběhu března 2012. Podle zprávy z 27. března 2012 však výběrové řízení na ústecké linky mělo být vyhlášeno až na základě zkušeností z výběrového řízení na linku Ostrava – Olomouc, avšak nejpozději do konce roku 2012.

## Předběžné jednání s dopravci
Již 13. ledna 2012 ministerstvo rozeslalo předběžným zájemcům předběžné požadavky na kvalitu a vybavení vozidel pro tuto linku (pro tento provozní soubor) se žádostí, aby se do 18. ledna vyjádřili k reálnosti zajištění zakázky a možnému posunu o jeden rok, jak již předtím navrhlo Sdružení železničních společností. V průvodním dopise ministr předpokládal vypsání nabídkového řízení na přelomu ledna a února 2012 s požadovaným zahájením provozu od prosince 2013. Zájemci České dráhy, Viamont Regio a Veolia Transport si na základě této výzvy vyžádaly odložení termínu o rok oproti původně zamýšlenému konci roku 2013.

## Vyhlášení výběrového řízení
Výběrové řízení bylo vypsáno dne 27. března 2012, s požadovaným zahájením provozu 14. prosince 2014, na dobu 15 let, tj. do konce platnosti jízdního řádu pro období 2028/2029. Uzávěrka přihlášek je 10. července 2012. Intervaly mají být obdobné jako dosud, páteční a nedělní soupravy mají být delší. Tato trať byla pro první a pilotní výběrové řízení vybrána proto, že jde o relativně izolované spojení, takže případné chyby nebudou mít dopad na celou síť.
Podle webu Transport-logistika.cz dne 26. března 2012 Ministerstvo dopravy odeslalo do Úředního věstníku Evropské unie a do národního informačního systému veřejných zakázek oznámení o zahájení nabídkového řízení na železničního dopravce mezi Ostravou a Olomoucí, čímž fakticky zahájilo otevírání trhu veřejných služeb v přepravě cestujících v oblasti dálkové železniční dopravy. Mezi kvalitativními požadavky je částečná nízkopodlažnost vozidel, klimatizace vnitřních prostor, poskytnutí internetového připojení, zajištění občerstvení ve vozidlech apod.
Zadávací podmínky požadovaly vozidla s maximální rychlostí nejméně 100 km/h, realizaci úvrati za nejvýše 3 minuty. Vlaky nemusejí být průchozí. Alespoň 20 % každého nasazeného vlaku musí být nízkopodlažní, alespoň 10 % z počtu míst musí být 1. vozová třída a ta musí být oddělena od 2. vozové třídy, vozy mají být klimatizované. Maximálně 10 % cestujících smí být přepravováno ve stoje a to nejvýše po dobu 30 minut. Kapacitní limity jsou rozepsány pro každý specifikovaný vlak a úsek, nejvyšší požadovaná kapacita je 420 míst k sezení. Sedadla musí být uzpůsobená pro dálkovou dopravu, tedy s celoplošnou opěrkou zad a plnohodnotnou opěrkou hlavy, preferovaně s látkovým potahem. Požadována jsou místa pro kočárky, kola, lyže, imobilní cestující, prostor pro cestující s dětmi, plošina pro naložení imobilních cestujících. Záchody musí mít uzavřený odpadní systém a musí připadat jeden na každých 120 cestujících. Zásuvky 230 V jsou požadovány v počtu 1 na 4 místa ve 2. třídě a 1 na 2 místa v 1. třídě. Wifi požadována není, ale pokud ji dopravce nabídne, je svou nabídkou vázán. Požadován je akustický a vizuální informační systém.
Zadávací podmínky požadují vzájemné uznávání jízdenek mezi vybraným dopravcem a Českými dráhami, přičemž smlouva má pokrývat nejen obyčejné jízdné, ale i skupinové a zpáteční slevy, žákovské jízdné a ZTP, traťové jízdenky a zákaznické tarify IN25, IN50 a IN100, nemusí však pokrývat například nabídky jako ČD Net, SoNe+, SporoTiket a ČD Promo. Kompenzace má být prováděna pomocí nástupní sazby a ceny za osobokilometr.

## Kritika ze strany Českých drah
Podle Martina Zatloukala, předsedy ZO OSŽ DKV Olomouc, bylo vyhlášení výběrového řízení předčasné, protože znevýhodňuje národního dopravce České dráhy, a. s., který v uplynulých letech dotoval z vlastních prostředků dopravu, kterou neplatil stát, a proto neměl prostředky na investice do obnovy kolejových vozidel a fakticky tak stát dotoval, zatímco soukromí dopravci nemají dluhy z minulých let.
26. dubna 2012 uložila dozorčí rada Českých drah svému předsedovi Lukáši Hamplovi a předsedovi představenstva Petru Žaludovi, aby s vládou projednali podmínky výběrového řízení na dopravce na trati Ostrava – Opava – Krnov – Olomouc, jehož současná podoba podle odborářů České dráhy poškozuje, a na dalším jednání dozorčí rady v průběhu května mají dozorčí radu seznámit s výsledkem jednání. Předseda podnikového výboru Odborového sdružení železničářů Vladislav Vokoun se vyslovil, že výsledky těchto soutěží by mohly být pro České dráhy likvidační, pokud nedojde k narovnání podmínek. Za zbytečně luxusní považují představitelé odborového sdružení požadavek nízkopodlažních vlaků, protože v řadě zastávek na trati nejsou pro nízkopodlažní soupravy vhodná nástupiště.
Na základě stížnosti Českých drah a. s., že soutěž může narušit síťový charakter železničních služeb, vydal ÚOHS 2. srpna 2012 předběžné opatření, které zakazuje uzavřít smlouvu s případným vítězem soutěže. ÚOHS zamítl návrh ČD na zrušení soutěže a chystá se kvalifikovaně definovat pojem síťového charakteru těchto služeb.

## Kritika ze strany dalších dopravců
Společnost Abellio CZ i stěžovala na zadávací dokumentaci, která mimo jiné neobsahuje detaily o tržbách současného dopravce, což dává dosavadnímu dopravci informační převahu. České dráhy se hájily obchodním tajemstvím a ministerstvo dopravy tvrdilo, že tyto údaje nemá k dispozici, ÚOHS i tento návrh na zrušení výběrového řízení zamítl.

## Zájem dopravců
Podle zprávy z února 2012, tedy ještě před vyhlášením výběrového řízení, se v něm chystaly zúčastnit České dráhy, Leo Express, Viamont Regio, Veolia Transport a RegioJet.
Do 26. dubna 2012 si dokumentaci k nabídkovému řízení vyzvedlo deset uchazečů. LEO Express se chtěl do soutěže přihlásit společně s GW Train Regio pod značkou Eco Flow, zájem projevila též společnost Abellio CZ patřící Nizozemským drahám a JHMD.
Z 10 zájemců, kteří si vyzvedli zadávací dokumentaci, nabídku nakonec podali 16. října 2012 jen dva zájemci, a to konsorcium dvou společností skupiny Arriva (Arriva vlaky a Transcentrum bus) a společnost RegioJet. Do soutěže se nepřihlásil ani dosavadní dopravce, České dráhy. Podle iHNed.cz další zájemce odradilo dílem předběžné opatření ÚOHS, dílem přemrštěné požadavky na vozidla.
22. června 2012 České dráhy vyhlásily výběrové řízení na dodávku 11 nových nízkopodlažních klimatizovaných motorových jednotek (6 jednotek s kapacitou přibližně 180 míst k sezení a 5 jednotek s kapacitou přibližně 120 míst k sezení) pro linku R27, předpokládaná hodnota zakázky je 1,06 miliardy korun s termínem dodání do podzimu 2014 s tím, že kontrakt bude uzavřen pouze za podmínky, že České dráhy uspějí ve výběrovém řízení na provozování této linky.
České dráhy se nepřihlásily do soutěže údajně proto, že se jim do výběrového řízení na dodávku vozidel přihlásil jen jediný zájemce a proto jej musely zrušit. Dozorčí rada Českých drah na podnět zástupců zaměstnanců 18. října 2012 schválila požadavek, aby ministr dopravy výběrové řízení neprodleně zrušil, protože znevýhodňuje České dráhy, a. s., které jako jediné musely při zadávání objednávky na nové soupravy postupovat podle zákona o zadávání veřejných zakázek. PESA Bydgoszcz pak s toutéž nabídkou, kterou ČD musely odmítnout, oslovila RegioJet, která se s ní přihlásila do soutěže.
Ředitel odboru veřejné dopravy MD Ondřej Michalčík se podle deníku E15 k vývoji pilotního výběrového řízení vyjádřil slovy „My jsme přímo nadšeni.“
V polovině února 2013 ministerstvo dopravy oznámilo, že vyřadilo nabídku, kterou podala Arriva společně s TRANSCENTRUM bus, protože nedodala potřebná osvědčení o vzdělání vedoucích zaměstnanců. Soutěžní podmínky vyžadovaly ve vedení dvě odborně způsobilé osoby, zatímco drážní zákon vyžaduje pouze jednu. Pokud by Arriva neuspěla s odvoláním, takže by zbyla jen jedna nabídka, muselo by ministerstvo soutěž zrušit.
Podle ministerstva dopravy Úřad pro ochranu hospodářské soutěže v rámci vyřizování došlých podnětů žádná pochybení nezjistil.

## Spor o výši dotací
Arriva vlaky v nabídce požadovala kompenzaci (dotaci) 189,10 Kč na vlakokilometr, RegioJet 188 Kč. RegioJet nabídl dopravu novými vlaky, Arriva nabídla tři varianty, počítající s využitím nových nebo nově rekonstruovaných vlaků.
Ministerstvo oznámilo, že obě podané nabídky jsou pro stát výhodnější než dosavadní dopravce, Poté, co RegioJet prohlásil svou cenu za nižší, než za jakou jezdí ČD, České dráhy vyčíslily dosavadní dotaci (prokazatelnou ztrátu) na lince na 175,46 Kč v roce 2011 a asi 165 Kč v roce 2012, po odečtení 6 Kč připadajících na nádražní poplatky a zajíždění do Polska jen 159 Kč, ministerstvo při vyhlašování soutěže údajně odhadovalo požadovanou částku na 156 Kč za vlakokilometr. Jaroslav Pejša v odborářském časopise Obzor dokonce tvrdil, že cena v nabídkách je o 50 % vyšší, než za kolik dosud dopravu provozují České dráhy. Podle deníku E15 však dotace ministerstva Českým drahám je jednotná 120 Kč/km pro všechny tratě, a tedy České dráhy na méně výnosných linkách tratí a doplácejí na ně z výnosnějších linek, tedy ztráta krnovské trati se jim z tohoto hlediska může vyplatit. Podle pozdějších informací se nejedná o jednotnou dotaci, ale o průměrnou dotaci.
Začátkem ledna 2013 ministerstvo dopravy na žádost Radima Jančury podle zákona o svobodném přístupu k informacím rozhodnutím ministra Pavla Dobeše poskytlo dosud odmítanou informaci o výši dotací na jednotlivé rychlíkové linky, z níž vyplývá, že tato trať je nejztrátovější rychlíkovou tratí dotovanou státem. Podle zveřejněných dat za rok 2010 činila ztrátovost na této lince 225,2 Kč/vlkm při nákladech 260,1 Kč/vlkm a stát ji dotoval 157,2 miliony Kč ročně. České dráhy se zveřejnění těchto informací snažily soudně bránit a prohlašovaly je za obchodní tajemství. Mluvčí Českých drah Radek Joklík vyjádřil názor, že ministerstvo porušením obchodního tajemství riskuje pokutu 500 tisíc korun a náhradu škody.
Podle iDnes.cz zveřejněná data ukázala, že se České dráhy proti zveřejnění tolik bouřily nejspíše proto, že si s čísly za náklady zjevně kouzlí tak, jak se jim zrovna hodí zejména v boji s konkurencí. Mluvčí ČD Petr Šťáhlavský k tomu uvedl, že s ohledem na to, že jde o obchodní tajemství a strategické údaje ČD, nemůže je prezentovat ani nijak komentovat. Idnes.cz připomněl, že do soutěže na rychlíky Plzeň - Most a Pardubice - Liberec v roce 2005 se České dráhy za vedení Josefa Bazaly přihlásily s extrémně nízkou cenou za kilometr. Na trati Olomouc – Krnov – Ostrava ČD vykazovaly odpisy vlaků odpovídající 38 Kč/vlkm, což je více než celková dotace linky Plzeň – Most, kde jezdí většinou stejné typy vozů a tedy i výše odpisů by podle iDnes měla být obdobná. Podezřelé se iDnes.cz zdají i rozdíly v ceně lidské práce připadající na vlakokilometr.
Radim Jančura na tiskové konferenci 7. ledna 2013 vyzval generálního ředitele ČD Petra Žaludu k rezignaci kvůli lži o výši dotací a kvůli tomu, že se za 5 let jeho působení výrazně zhoršilo hospodaření ČD. Žaluda se hájil tím, že se mu údajně povedlo ztrátovost trati snížit z 225 Kč/vlkm v roce 2010 na 159 Kč/vlkm v roce 2012 například propouštěním nadbytečných zaměstnanců a zvýšením počtu ujetých kilometrů. Odhad Radima Jančury, že se ztrátovost za tyto dva roky zásadně nezměnila, označil mluvčí ČD Petr Šťáhlavský za účelovou dezinformaci.

## Zrušení soutěže a přímá nabídka
Arriva se proti rozhodnutí o svém vyřazení odvolala a po zamítnutí odvolání vyzvala ministerstvo, aby soutěž nerušilo a zakázku přidělilo zbylému zájemci, RegioJetu. Po zrušení výběrového řízení ministerstvo dopravy 26. března 2013 oznámilo, že zakázku bez další soutěže zadá společnosti RegioJet, která v soutěži zůstala jako jediná, pokud RegioJet bude ochoten jezdit za podmínek, které navrhl ve své soutěžní nabídce. RegioJet zájem potvrdil. 20. května 2013 ministr dopravy Zbyněk Stanjura oznámil, že se ministerstvo s RegioJetem dohodlo na základních předpokladech uzavření smlouvy. V červnu 2014 Radim Jančura v rozhovoru pro ČIA potvrdil, že od prosince 2014 na trať nasadí 10 motorových vozidel Pesa.
9. července 2013 byla zveřejněna informace, že RegioJet na trati možná jezdit nebude, protože odcházející ministr Zbyněk Stanjura se nakonec rozhodl smlouvu nepodepsat a následující ministr Zdeněk Žák s podpisem váhá a chce nejprve znovu vše prověřit a probrat.